# Jean-Philippe Versailles
Pour les articles homonymes, voir Versailles (homonymie).
Pas d'image ? Cliquez ici

a Compétitions nationales et continentales officielles uniquement.

Dernière mise à jour le 28 juillet 2017.
Jean-Philippe Versailles, né le 10 mars 1969 à Pau, est un joueur français de rugby à XV évoluant au poste de deuxième ligne.

## Biographie
Jean-Philippe Versailles commence le rugby au Gan olympique, avant de rejoindre le FC Oloron en Juniors dès la saison suivante. Il remporte le championnat de France avec l'équipe réserve. En 1993, il rejoint l'AS Montferrand où il dispute la finale du Championnat de France et du Challenge Yves-du-Manoir en 1994. En 1997, il signe à Biarritz, où il remporte le Challenge Yves-du-Manoir en 2000 et le Bouclier de Brennus en 2002. Il termine sa carrière à Saint-Jean-de-Luz.

## Palmarès

### Avec Biarritz
- Champion de France (1) : 2002
- Vainqueur du Challenge Yves du Manoir (1) : 2000

### Avec Montferrand
- Finaliste du Championnat de France (1) : 1994
- Finaliste du Challenge Yves du Manoir (1) : 1994

## Sélections
- France A